# Kaple ve Fryštátě
Kaple stojí na ulici Karola Śliwky u domu čp. 232/33 v katastrálním území Karviná-město v místní části Fryštát. V roce 2006 byla Ministerstvem kultury České republiky prohlášena kulturní památkou České republiky.

## Popis
Kaple je drobná sakrální stavba postavena pravděpodobně v polovině 19. století při hlavní komunikaci z Fryštátu do Darkova. Podle ústního podání byla postavena po úderu bleskem do zemědělského stavení.
Kaple je zděná omítaná volně stojící stavba postavená z cihel na půdorysu podkovy se sedlovou půlkuželovitou střechou a křížem vysoká 2,20 m. Fasádu člení lizény a plochá podstřešní římsa. V bočních stěnách jsou dvě úzká okna (30 × 80 cm) se stlačeným půlkruhovým záklenkem. V průčelí jsou dvoukřídlé vstupní dveře zakončené kruhovým obloukem. Štít je trojúhelníkový zdobený reliéfem Božího oka. Interiér má plochý strop. Kaple je asi 30 cm pod úrovní terénu vlivem zvýšení silnice a chodníku.